# Dona (utwór muzyczny Kaliopi)
Dona – autorski utwór macedońskiej piosenkarki Kaliopi, który napisała we współpracy z byłym mężem, Romeo Grillem. Został wydany w formie singla w marcu 2016.
Kaliopi opisała utwór słowami: Kiedy usłyszałam tę energiczną melodię, (...) odpłynęłam i wiedziałam, że muszę dopisać do tego słowa, by wnieść jeszcze więcej życia do naszej piosenki. Kiedy ją nagraliśmy, to wiedzieliśmy, że mamy specjalny utwór. Takie dobre piosenki są często używane, by nieść ważny przekaz dla każdego. (...) Moje serce i głos chcą, dzięki tej piosence, że wszyscy ludzie w Europie #ZjednoczyliSię.
Utwór reprezentował Macedonię w 61. Konkursie Piosenki Eurowizji organizowanym w Sztokholmie. 12 maja zajął 11. miejsce w drugim półfinale Eurowizji, nie kwalifikując się do finału.

## Lista utworów
CD single
1. „Dona”

## Personel
W nagraniu singla wzięli udział:
- Kaliopi – śpiew, tekst

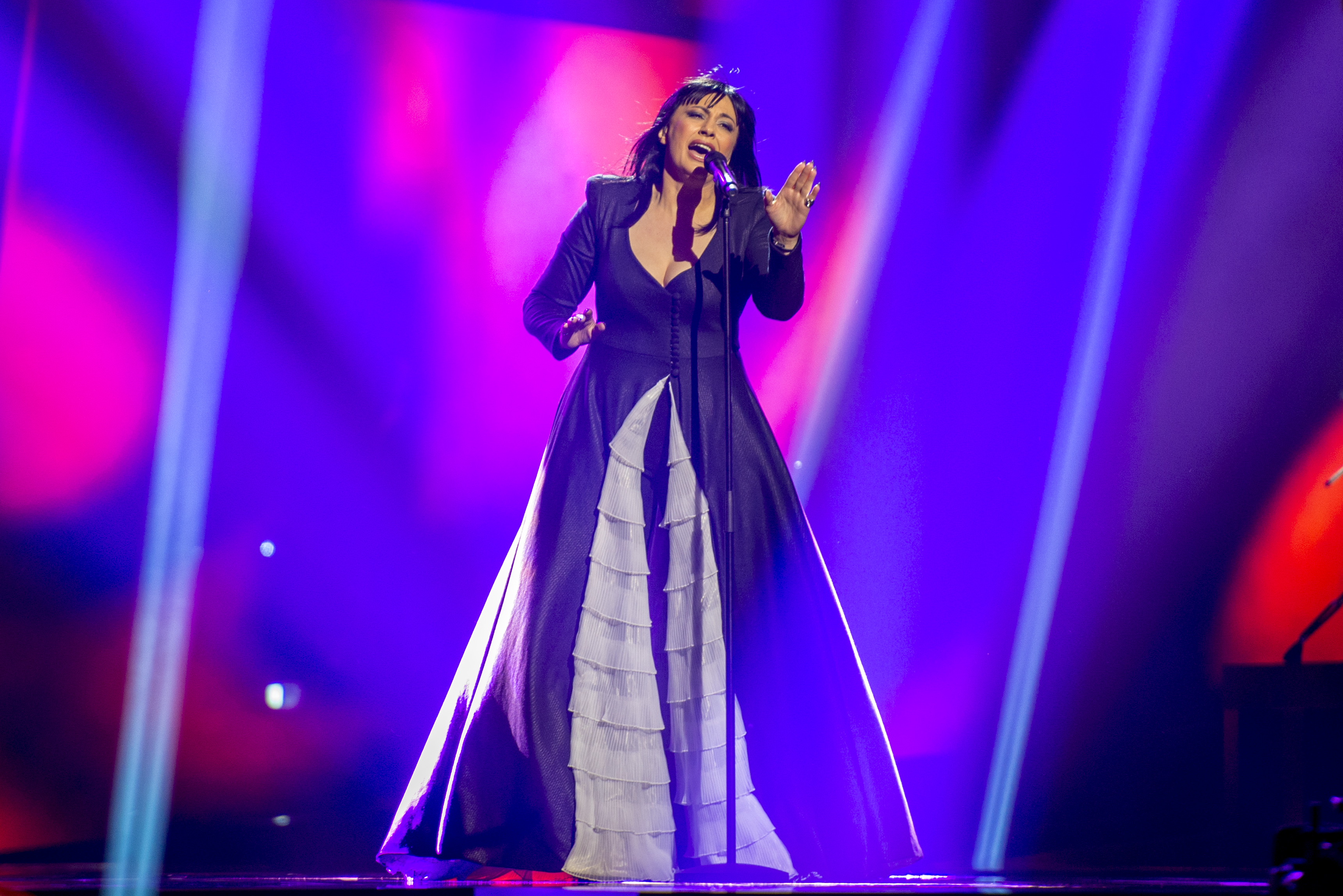
Kaliopi w trakcie występu w 61. Konkursie Piosenki Eurowizji w 2016

- Romeo Grill – muzyka, produkcja muzyczna, aranżacja, programowanie, instrumenty klawiszowe, gitara
- Christoph Stickel – mastering
- Darko Ilievski, Don Carlo Giovanni, Filip Vidovic, Georgi Hristovski – realizacja nagrań, miksowanie
- Zoran Dzorlev – skrzypce
- Kiril Josifov – wiolonczela
- Tance Grozdanovski – gitara

Nagrania utworu odbyły się w Studio M-1 oraz w GMP Studio w Bazylei i Morris Studio w Zagrzebiu, gdzie zrealizowano także miksowanie. Mastering został wykonany w CS Studio w Monachium.